# Carlos Galván (bandoneonista)
Carlos Galván (nacido Juan Carlos Mostowyk, Tigre, 22 de mayo de 1940 - Buenos Aires, 1 de agosto de 2014) fue un bandoneonista, director de orquesta y compositor argentino de tango.

## Biografía
El apellido de su madre era Moreyra.
Nació en el Tigre (pequeña ciudad al noroeste de la ciudad de Buenos Aires), pero a los dos meses su familia se mudó al barrio de Mataderos, en Buenos Aires.
A los 7 años comenzó a estudiar el instrumento, a los 14 ya actuaba profesionalmente y a los 18 formó su primer conjunto típico: Los Cuatro para el Tango, con el cual grabó algunos discos.
Entre 1965 y 1968 fue integrante de la orquesta de Jorge Dragone, en la que cantaba Argentino Ledesma.
Entre 1971 y 1974 acompañó al cantante Hugo del Carril, realizando temporadas teatrales y varias giras.
En 1976 apareció en la película Los chicos crecen, personificando al bandoneonista Aníbal Troilo en el debut de su orquesta.
En 1980, al frente de su orquesta comenzó una dilatada labor artística con Enrique Dumas, que se extendió durante 20 años, recorriendo todo el país y también Estados Unidos.
Fue acompañante de los más destacados cantores de tango de Buenos Aires:
- Néstor Fabián
- María de la Fuente
- Roberto Goyeneche
- María Alexandra
- María Graña
- Virginia Luque
- Hugo Marcel
- Alberto Marino
- Miguel Montero
- Edmundo Rivero
- Roberto Rufino
- Floreal Ruiz
- Jorge Valdés

Desde 1987 actuó en el local Casablanca (del barrio de San Telmo) acompañando a los intérpretes vocales que allí se presentaron.
Fue director musical de los programas radiales del conductor Silvio Soldán.
En 1992 se presentó en Expo-Sevilla 1992 (España), junto a la cantante Beba Bidart.
En 1993 realizó ―junto a Juan Carlos Granelli y María José Mentana― una gira por Venezuela (Caracas y Maracaibo) y las Guayanas.
Fue director musical y director de orquesta del programa televisivo La noche con amigos y Los amigos del tango, conducido por Juan Carlos Mareco.
En 1998, realizó la dirección musical y arreglos del CD Simplemente Luisito, del cantante Luis Cardei, a quien acompañó en la mayoría de los tangos con un trío.
En 2003 viajó a Japón, donde recorrió con su orquesta más de cuarenta ciudades. Contó con la participación especial del cantante Enrique Dumas.
Con esa formación grabó a su regreso a la Argentina, el compacto Falta envido y truco.
El 5 de julio de 2004, Carlos Galván actuó con otros 89 bandoneonistas en el foyer del Teatro Colón (de Buenos Aires) para recordar los 90 años que hubiese cumplido Aníbal Troilo, el bandoneón mayor de Buenos Aires.
Entre los principales bandoneonistas se encontraban:
- Roberto Álvarez,
- Daniel Binelli,
- Osvaldo Cabrera,
- Ernesto Baffa,
- Emilio Balcarce,
- Leopoldo Federico,
- Raúl Garello,
- Carlos Galván,
- Oscar Galván,
- Alberto Garralda,
- Néstor Marconi,
- Rodolfo Mederos,
- Roberto Pansera,
- Walter Ríos,
- Toto Rodríguez (único sobreviviente de la primera orquesta que Troilo formó en 1937).
- Horacio Romo

En 2005 acompañó con su quinteto a la cantante Patricia Torre en el disco Nostalgia de Tango. 
El 17 de mayo de 2007 se aprobó una ley que evitó que el Gobierno de Mauricio Macri demoliera la casa de Aníbal Troilo, en calle Soler 3280. El día siguiente se realizó un espectáculo en el que Carlos Galván tocó varios tangos de Troilo.
Durante el año 2007 se desempeñó con su orquesta en el bar tanguero El Viejo Almacén.